# X 4900
Ne doit pas être confondu avec E 4900 ou Z 4900.
,,,
Les X 4900 sont une petite série de treize autorails tricaisses (deux motrices encadrant une remorque), cinquième et dernière série de la famille surnommée « Caravelles » dans l'ordre des numérotations. Ils appartiennent au parc moteur de la Société nationale des chemins de fer français (SNCF), qui les classifie dans les éléments automoteurs diesel.
Ils ont circulé en service commercial sur le réseau ferroviaire français (sud-est et Normandie principalement) de 1975 à 2016. Deux rames sont préservées.

## Histoire et description

### Caractéristiques techniques

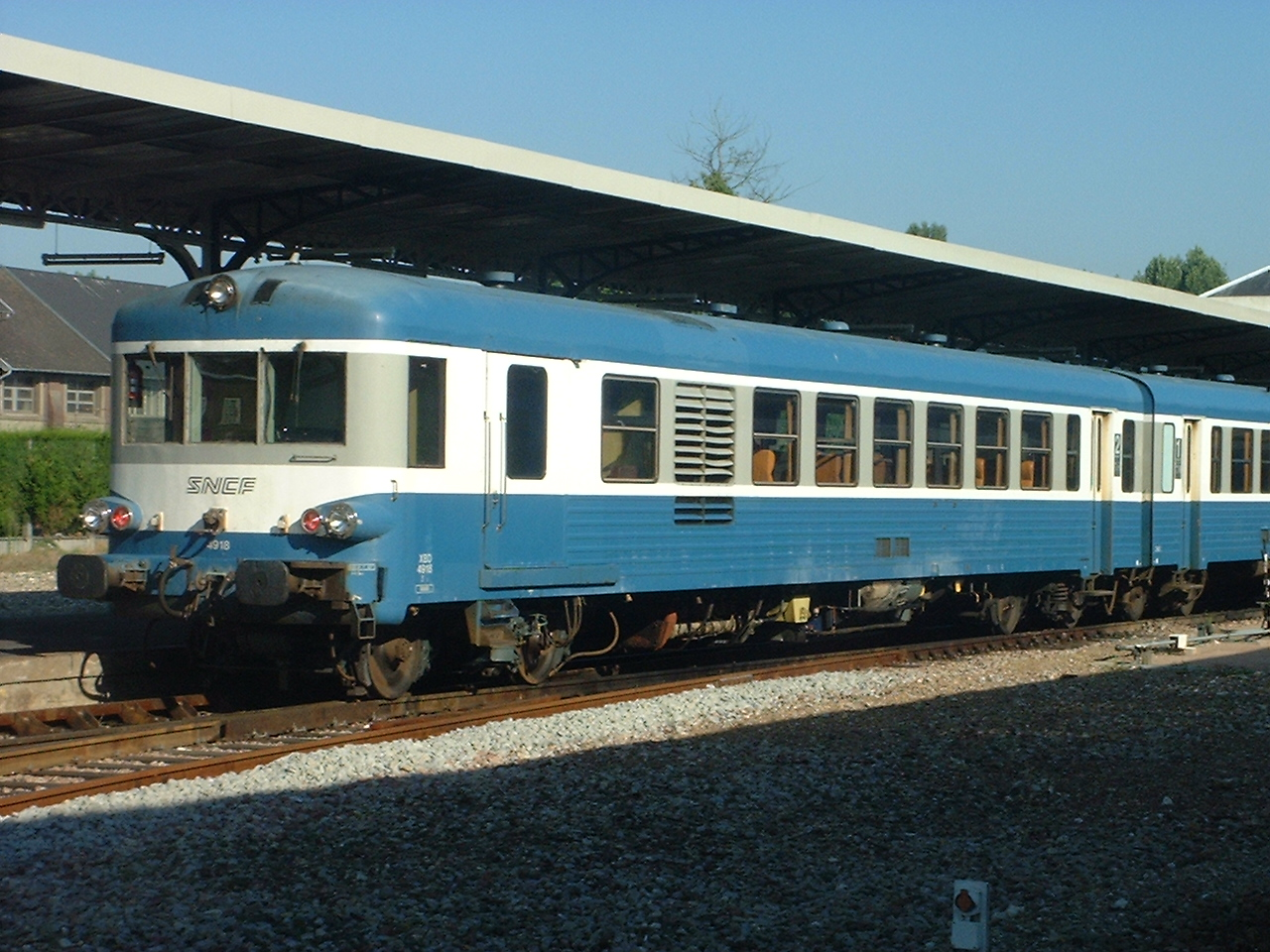
X 4918 en livrée d'origine, ayant inspiré la livrée Bleu d'Auvergne.

Dès 1964, soit un an après la sortie des premiers X 4300, la possibilité d'obtenir des rames de plus grande capacité, de plus grande puissance et roulant plus vite en associant deux motrices d'EAD encadrant une remorque est évoquée.
Le projet se concrétise avec la commande auprès d'ANF Industries, en 1973-1975, des treize rames de X 4900 mises en service entre mai 1975 et janvier 1977. Ces autorails sont dérivés des X 4630 avec qui ils partagent les mêmes moteurs Saurer de 330 kW ainsi qu'une boîte de vitesses hydraulique Voith pour chaque moteur. Schématiquement, la rame est composée de deux motrices de X 4630 encadrant une remorque pourvue d'une intercirculation à chacune de ses extrémités. En raison de cette configuration, leur puissance massique est améliorée de près de 20 % par rapport aux X 4630 et leur vitesse maximale portée à 140 km/h comme pour les X 4750 contre 120 km/h (X 4300, X 4500 et X 4630).

### Configuration d'origine
L'aménagement intérieur marque une rupture par rapport aux autres séries de Caravelles ; il se caractérise par une nette amélioration du confort des passagers avec l'abandon des banquettes en seconde classe (cinq places de front) au profit de sièges individuels (quatre places de front). Un X 4900 ainsi configuré offre une capacité de 154 places assises dont 32 en première classe.
L'esthétique est différente des autres autorails avec une livrée bleue (bleu anglais 208), blanche (blanc grisâtre TGV 708) et grise (gris argent 806) à leur livraison, découpe de peinture ensuite reprise sur les X 2100 ainsi que sur les X 2800 et Z 7100 rénovés.

### Rénovation
Les dix automoteurs appartenant à la Haute-Normandie font l'objet d'une rénovation lourde sur le modèle des X 4750. les faces frontales des rames, rallongées de 0,50 m, sont radicalement modifiées et reçoivent un bouclier ; le poste de conduite est réaménagé. Les suspensions sont modifiées pour tenir compte de l'augmentation de masse qui en découle. Les espaces voyageurs sont réaménagés en classe unique avec remplacement des sièges sur le modèle de ceux des Z 23500, création d'un espace bar, d'un emplacement pour suspendre quatre vélos, installation d'un système de vidéosurveillance.
Les trois éléments du parc TER Basse-Normandie bénéficient au début des années 2000 d'une révision générale à la suite de laquelle ils conservent leur livrée d'origine sans être rénovés comme les dix autres unités de la série.

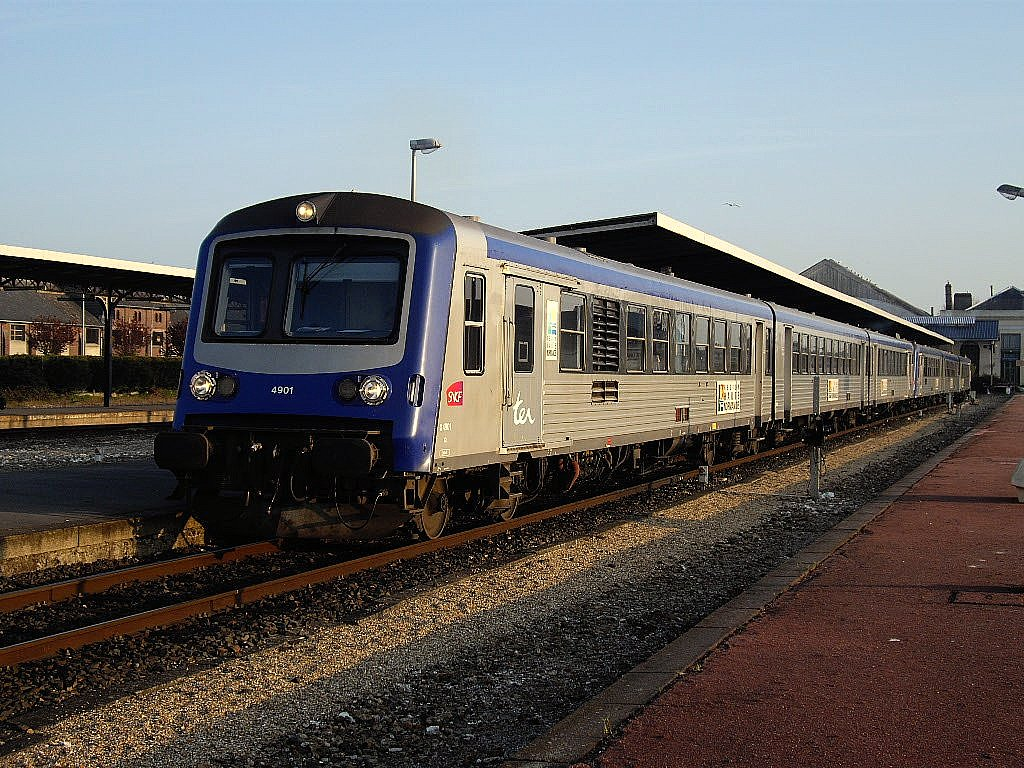
X 4915 Haute-Normandie rénové en livrée TER.
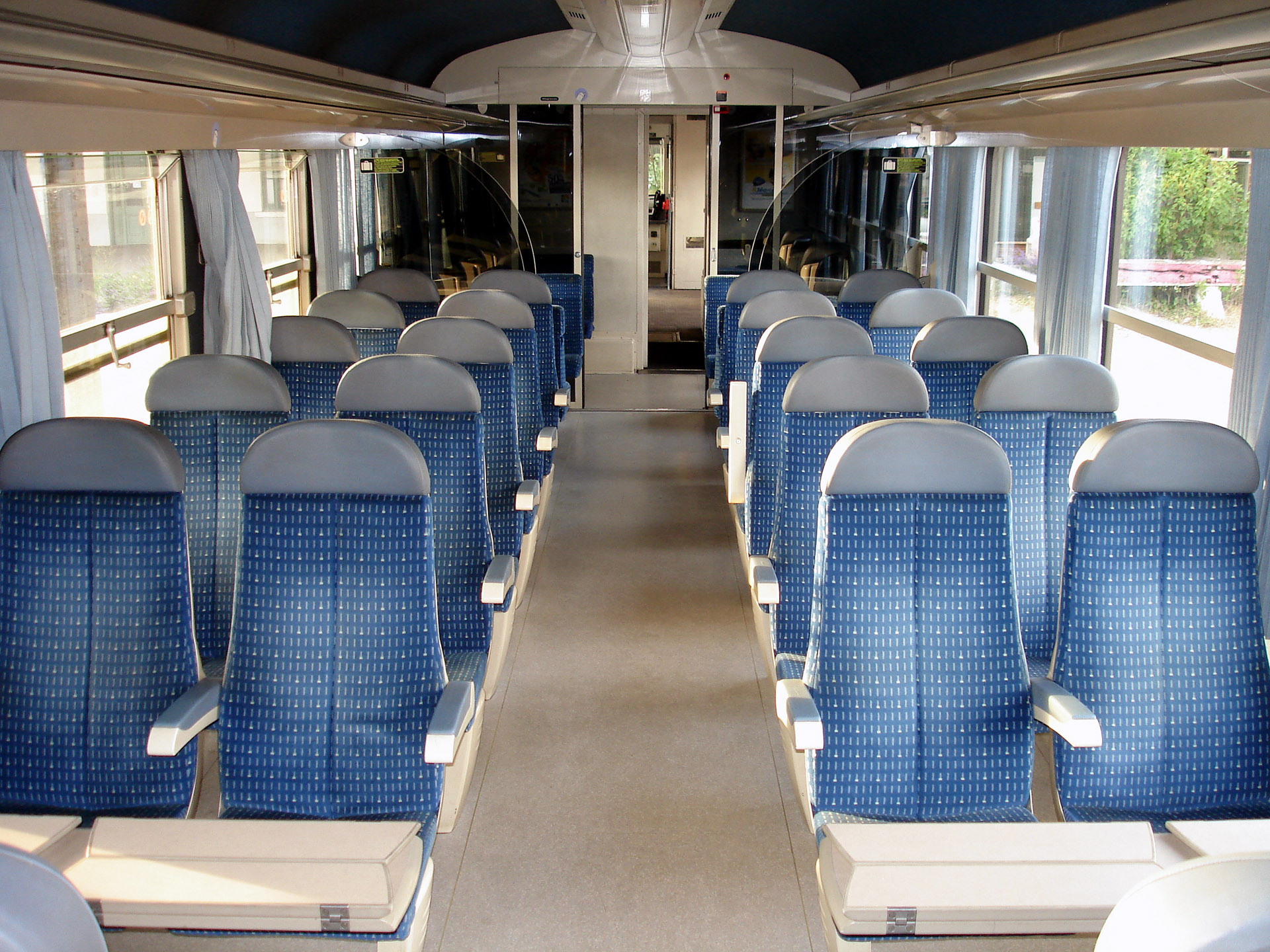
Intérieur d'un X 4900 rénové.

## Carrière

### Services assurés

Lignes parcourues par les X 4900 (en gras, les dépôts titulaires).

Bien que la numérotation des X 4900 suive dans l'ordre numérique celle des X 4750, ils sont mis en service deux ans avant ces derniers.
Les six premiers engins de la série sont affectés au dépôt de Marseille-Blancarde, en remplacement des autorails X 2400 et X 2800 sur la relation Marseille - Briançon. En 1975, l'essai d'un X 4900 a lieu sur Grenoble - Veynes. Leur puissance supérieure est très appréciée sur les services voyageurs des lignes à fort profil des Alpes du Sud dont la relation Marseille - Briançon, mais ils circulent aussi durant un été sur la relation Marseille - Grenoble via Veynes sur la ligne des Alpes. Les sept autres engins de la série sont attribués au dépôt de Sotteville-lès-Rouen.
Le 13 juillet 1975 ont lieu des cérémonies pour la célébration du centenaire de la ligne de Veynes à Briançon avec la circulation d'un train spécial Veynes - Briançon - Veynes, tracté par la locomotive à vapeur 141 R 1187 (série 141 R), avec le baptême de l'autorail triple X 4901/2 « Ville de Veynes », tête de la série X 4900,.
En Haute-Normandie, les X 4900 de Sotteville, circulent souvent accouplés aux automoteurs X 4500 et X 4750 autour de Trouville-Deauville, Caen,, Cherbourg,, Rouen-Préfecture, Saint-Valéry-en-Caux, Dieppe, jusqu'à Rennes, avec desserte sur Saint-Malo ainsi que Le Mans et Tours,, dans la limite de sept caisse maximum. Le reste de la série rejoint ses consœurs à Sotteville après l'arrivée des BB 67400 au service TER. Malgré l'arrivée des X 72500 et surtout des X 73500, les X 4900 continuent de rouler en complément des nouveaux automoteurs, en particulier sur Rouen - Dieppe. Les X 76500 livrés en 2004 circulent entre Caen et Rouen aux côtés des X 4900.
En Haute-Normandie, la livraison des Régiolis entraîne directement la radiation des X 4900. En Basse-Normandie, ils sont évincés par des X 72500 eux-mêmes remplacés par les Régiolis. Les deux dernières rames de la série sont radiées le 13 décembre 2016.

### Parc
Au cours de leur existence, seuls deux dépôts entretiennent les X 4900 : Marseille-Blancarde et Sotteville-lès-Rouen.
Les six premières rames de la série sont réceptionnées à Marseille-Blancadre de mai à août 1975. Les sept exemplaires suivants sont réceptionnés de décembre 1976 à janvier 1977 par Sotteville-lès-Rouen. En septembre 1988, les unités marseillaises rejoignent celles de Sotteville et le parc n'évolue plus jusqu'à la radiation en 2016. Les engins marseillais sont les seuls à être dotés de chasse-pierres sur l'avant du bogie.
| Numéro de rame     | Mise en service  | Radiation         | Livrée | Dépôt | Baptême (date)                                    |
| ------------------ | ---------------- | ----------------- | ------ | ----- | ------------------------------------------------- |
| X4901+XR8901+X4902 | 22 mai 1975      | 1er décembre 2016 | TER    | /     | Veynes (11 juillet 1975)                          |
| X4903+XR8902+X4904 | 11 juin 1975     | 1er décembre 2016 | TER    | /     | Manosque (21 octobre 1978)                        |
| X4905+XR8903+X4906 | 1er juillet 1975 | 25 décembre 2015  | TER    | /     |                                                   |
| X4907+XR8904+X4908 | 9 juillet 1975   | 1er décembre 2016 | TER    | /     |                                                   |
| X4909+XR8905+X4910 | 25 juillet 1975  | 7 décembre 2015   | TER    | /     |                                                   |
| X4911+XR8906+X4912 | 12 août 1975     | 1er décembre 2016 | TER    | /     |                                                   |
| X4913+XR8907+X4914 | 8 décembre 1976  | 7 décembre 2015   | TER    | /     |                                                   |
| X4915+XR8908+X4916 | 13 décembre 1976 | 1er décembre 2016 | TER    | /     |                                                   |
| X4917+XR8909+X4918 | 9 décembre 1976  | 7 décembre 2015   | TER    | /     |                                                   |
| X4919+XR8910+X4920 | 17 décembre 1975 | 13 décembre 2016  | TER    | /     | Sotteville le 23 septembre 1982 report sur Z 9605 |
| X4921+XR8911+X4922 | 12 janvier 1975  | 7 décembre 2015   | TER    | /     |                                                   |
| X4923+XR8912+X4924 | 10 janvier 1977  | 13 décembre 2016  | TER    | /     |                                                   |
| X4925+XR8913+X4926 | 18 janvier 1977  | 1er décembre 2016 | TER    | /     |                                                   |

## Préservation

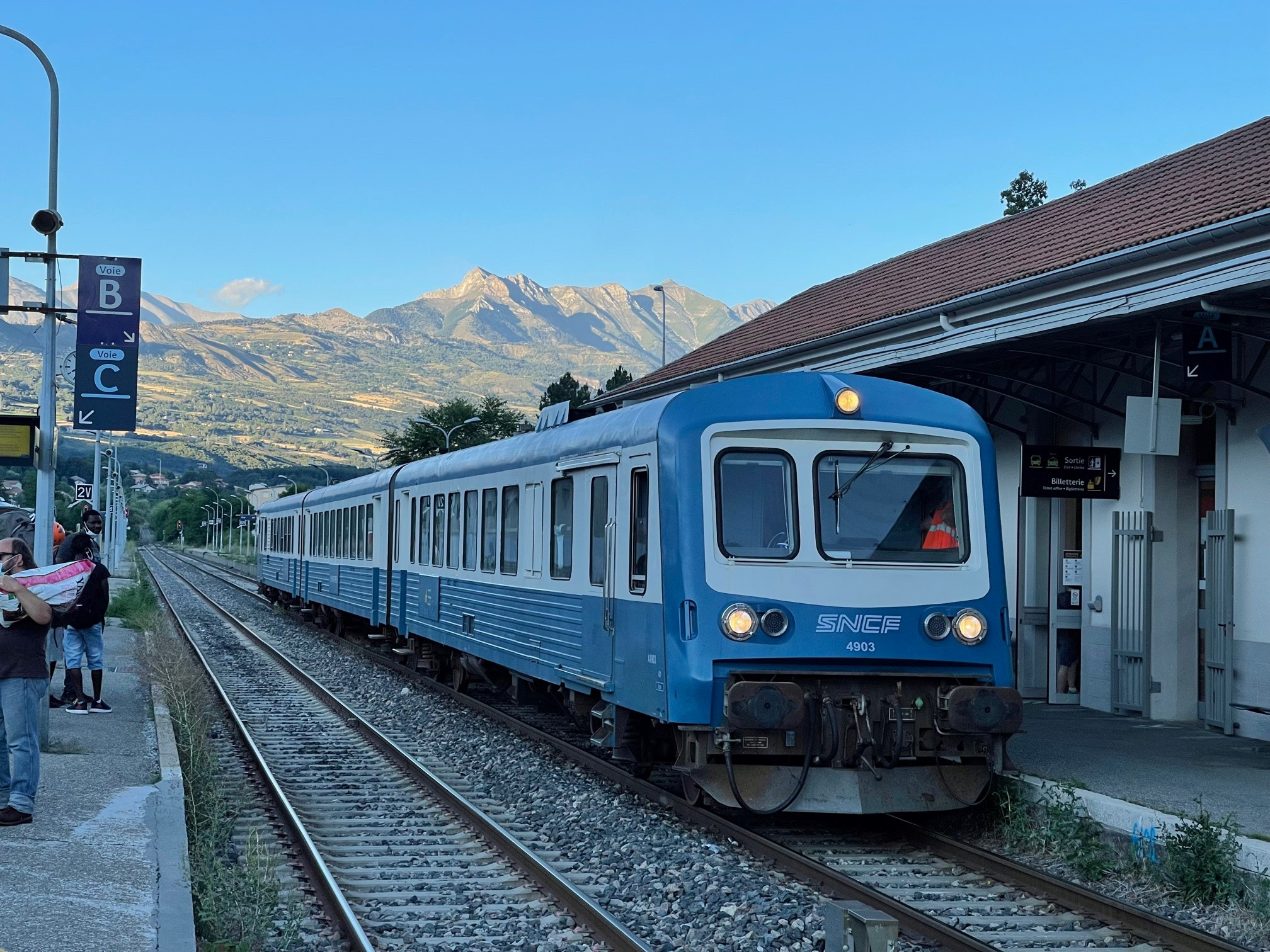
X 4903/4 à Gap (août 2021).

La rame X 4903 + XR 8902 + X 4904 est sauvegardée par l'Association du Train Touristique du Centre-Var à Besse-sur-Issole. Cette rame a retrouvé une décoration proche de la livrée d'origine à l'occasion du tournage de la saison 3 de la série Riviera. Elle a également servi de décors pour une séquence de Plus belle la vie et de la mini-série Ils étaient dix.
La rame X 4911 + XR 8906 + X 4912 est préservée par la même association.

## Modélisme
Cet autorail a été reproduit à l'échelle HO par la firme Jouef dans ses configuration et livrée d'origine, il l'est également annoncé par la marque LSMODELS sur son catalogue RAIL EXPO 2022.